# Sphere – Die Gedanken des Bösen
Sphere – Die Gedanken des Bösen ist ein Roman des US-amerikanischen Schriftstellers Michael Crichton aus dem Jahr 1987.
Das Buch wurde 1998 unter dem Titel Sphere – Die Macht aus dem All von 	Barry Levinson verfilmt.

## Handlung
Der Psychologe Dr. Norman Johnson erhielt im Jahre 1976 den Auftrag, für die Regierung der USA eine Handlungsanweisung und Szenariobeschreibung für einen hypothetischen Erstkontakt mit einer außerirdischen Lebensform zu verfassen. Da Johnson die Wahrscheinlichkeit eines derartigen Kontakts für verschwindend gering hielt, fingierte er den Bericht und besetzte das vorgeschlagene Expertenteam mit Wissenschaftlern aus seinem Bekanntenkreis, darunter der Mathematiker Dr. Harry Adams und die Biologin Dr. Elizabeth Halpern.
Im Jahre 1987 wird das von Johnson vorgeschlagene Expertenteam überraschend zu einem angeblichen Flugzeugabsturz im Pazifik beordert. Der wirkliche Grund für die Zusammenkunft ist jedoch die Entdeckung eines gigantischen Raumschiffs, das seit mehr als 300 Jahren auf dem Meeresgrund liegt. Um das Schiff und etwaige an Bord befindliche Lebensformen zu erforschen, wird das Expertenteam in einem Tiefsee-Habitat auf dem Meeresboden untergebracht.
Bei der Erforschung stellt sich heraus, dass es sich um ein US-amerikanisches Raumschiff aus dem Jahr 2043 handelt, das auf unbekannte Art und Weise (vermutlich durch ein Schwarzes Loch) in die Vergangenheit gelangt ist. An Bord des Schiffs findet sich außer einer mumifizierten Leiche keine Besatzung, dafür aber eine riesige metallene Kugel außerirdischen Ursprungs, die das Schiff auf seiner Reise aufgelesen hat.
Kurz nachdem es einem der Wissenschaftler gelungen ist, die Kugel zu öffnen und zu betreten, empfangen die Computer im Habitat plötzlich Nachrichten von einem fremden Wesen, das sich selbst Jerry nennt und offensichtlich in der Lage ist, seine Gedanken in Form physischer Objekte zu manifestieren. Das fremde Wesen erweist sich im Laufe der Zeit als zunehmend unberechenbar und greift das Habitat mithilfe eines manifestierten Riesenkraken an. Aufgrund der wiederholten Angriffe kommen alle Besatzungsmitglieder bis auf Johnson, Adams und Halpern ums Leben.
Durch die Analyse einiger logischer Unstimmigkeiten kommt Johnson zu dem Schluss, dass es sich bei dem fremden Wesen Jerry in Wirklichkeit um das Unbewusste von Harry Adams handelt, der durch den Aufenthalt in der Kugel befähigt wurde, seine unbewussten Ängste zu manifestieren. Johnson und Halpern betäuben Adams daher mit einem Narkosemittel.
Nachdem jedoch weiterhin Manifestationen auftreten, findet Johnson heraus, dass auch Halpern in der Kugel gewesen ist. Er beschließt daher, auch selbst die Kugel zu betreten, da er glaubt, seine Gedanken aufgrund seiner Ausbildung besser als die anderen beiden kontrollieren zu können.
Schließlich gelingt es den drei verbliebenen Protagonisten, das Raumschiff zu sprengen und in einem Mini-U-Boot an die Wasseroberfläche zurückzukehren. Da keiner von ihnen in der Lage war, die Manifestation seiner Gedanken zu kontrollieren, beschließen sie gemeinsam, ihre Kräfte einzusetzen, um die Fähigkeit zur Manifestation wieder zu vergessen. Es wird jedoch angedeutet, dass sich Elizabeth Halpern als einzige nicht an diese Abmachung hält, und ihre Fähigkeiten behält.